# Джемаледдин Мухаммед
Джемаледдин Мухаммед (араб. جمال الدین محمد‎; ум. 1140) — правитель Дамаска в 1139—1140 годах.

## Биография
Мухаммед был сыном правителя Дамаска Бури и внуком эмира Тугтегина. У Мухаммеда были братья Исмаил и Махмуд, рождённые Зумурруд-хатун, и два брата, Бахрам-шах и Севинч, рождённые его отцу неизвестными женщинами. 6/7 июня 1132 года Бури умер, оставив наследником Исмаила. В 1135 году Исмаил был убит по приказу своей матери, вместо него Зумурруд посадила на трон Махмуда. В этот период Мухаммед был вали Баальбека. Летом 1139 года был убит в своей постели Махмуд. По словам турецкого историка Г. Безера, возможными организаторами убийства были Муинуддин Унур и Мухаммед.
Унур быстро организовал прибытие Мухаммеда в Дамаск и посадил его на трон. Став правителем, Мухаммед назначил Унера визирем. Положение Унера было крепким,  он женился на матери Мухаммеда. Брат Мухаммеда, Бахрам-шах, опасаясь за свою жизнь, укрылся у Имадеддина Занги. И Бахрам-шах, и жена Занги Зумурруд-хатун (мать Махмуда), уговаривали Занги напасть на Дамаск.
В октябре 1139 года после трех месяцев осады Занги захватил принадлежавший Дамаску Баальбек. Занги обещал пощадить защитников цитадели города, но не сдержал обещания и жестоко их казнил. По словам Н. Елисеева, Занги осадил Дамаск и предложил Мухаммеду сдать ему город в обмен на Баальбек или Химс, однако после событий в Баальбеке никто не верил его слову. Во время осады  Мухаммед умер. По словам  Г. Безера это произошло 29 марта 1140 года. Вместо него Унур назначил новым правителем маленького сына Мухаммеда Абака. 